# EB-1签证
EB-1签证是美国的一种非雇主担保的职业移民签证，它允许具有杰出能力的外国人、研究领域的杰出教授或研究人员以及跨国公司的高层管理人员获得美国永久居留权。上述这些外籍申请者中证明其杰出能力（例如奖项和荣誉）、杰出科学研究能力或企业高管经历后，不需要像大多数其他雇主担保类职业移民申请者一样，必须获得雇主提供的工作岗位并获得美国劳工部批准的永久劳工证，他们可以自己为自己进行移民提名申请，不过他们需要证明获得签证后仍然在之前的领域内工作。EB-1移民申请获得批准的外籍人士可以通过移民签证入境，或在美国境内进行身份调整，成为美国永久居民，并收到美国公民及移民服务局签发的绿卡。